# Opeyemi Oke
Opeyemi Oke (29 de octubre de 2004) es una deportista de Nigeria que compite en atletismo. Ganó una medalla de oro en el Campeonato Mundial de Atletismo Sub-20 de 2021, en la prueba de 4 × 400 m.